# Der 5. Juni
Der 5. Juni (Alternativtitel  Einer unter Millionen) ist ein in den Jahren 1941/1942 gedrehter deutscher Propaganda-Spielfilm von Fritz Kirchhoff. Erzählt wird die Geschichte einer Infanterieeinheit während des deutschen Angriffs auf Frankreich 1940. Carl Raddatz spielt den umsichtigen Feldwebel Richard Schulz, der sich des Gefreiten Eickhoff, dargestellt von Joachim Brennecke, Sohn seines tödlich verwundeten Kameraden, nach dessen Tod annimmt. Gisela Uhlen verkörpert Luise Reiniger, Eickhoffs Freundin.
Der Film wurde aus unklaren Gründen auf Anordnung von Goebbels bereits 1942 verboten.
Es handelt sich heute um einen Vorbehaltsfilm der Friedrich-Wilhelm-Murnau-Stiftung. Er gehört damit zum Bestand der Stiftung, ist nicht für den Vertrieb freigegeben und darf nur mit Zustimmung und unter Bedingungen der Stiftung gezeigt werden.

## Handlung
Der Stabsfeldwebel im Ersten Weltkrieg Eickhoff meldet sich 1939 wieder zum Militär. Sein Sohn, der Gefreite Eickhoff, ist voller Kriegsbegeisterung. Für ihn scheint der Krieg Nervenkitzel und Abenteuer zu bedeuten. Das führt zu Konflikten mit seiner Freundin, die seine Begeisterung nicht teilt. Vater und Sohn werden an die Westfront versetzt. Hier wird Eickhoff senior tödlich verwundet. Im Sterben bittet er seinen Freund, den Feldwebel Schulz, aus seinem Sohn einen guten Soldaten zu machen. Eickhoff junior und Schulz haben allerdings wenig gemein. Erst mit der Zeit lernt Eickhoff, Schulzes Erfahrung zu schätzen. Am Ende werden sie zu Freunden.

## Produktionsnotizen
Die Dreharbeiten für Der 5. Juni fanden vom 19. September 1941 bis in den Juli 1942 hinein im Elsass (Mülhausen, Volkenberg, Obermüsbach), der Bretagne (Remas), der Mark Brandenburg (Döberitz) sowie in Sachsen (Plauen) statt. Als Produktionsfirma fungierte die Ufa-Filmkunst GmbH, Berlin (Herstellungsgruppe Walter Ulbrich). Die Herstellungsleitung oblag Hans-Herbert Ulrich und wurde später von Walter Ulbrich übernommen. Die Bauten stammen von Erich Kettelhut (Leitung), Herbert Nitzschke und Wilhelm Vorwerg.
Die Produktionskosten stiegen durch ständige Änderungen – häufig auf Wunsch des Militärs – übermäßig.

## Kritik
Das Erscheinen des Filmes wurde zunächst um einige Monate verschoben. Im November 1942 wurde er „wegen der veränderten Kriegslage“ durch die Filmprüfstelle verboten. Überwiegend wird angenommen, dass hiermit eine Störung im Verhältnis zur Vichy-Regierung vermieden werden sollte.
Nach dem Ende des Zweiten Weltkrieges wurden alle Kopien des Films vom Oberkommando der alliierten Siegermächte beschlagnahmt und die Aufführung unter Verbot gestellt. Heute beansprucht die Friedrich-Wilhelm-Murnau-Stiftung die Auswertungsrechte. Der Film wird als Vorbehaltsfilm eingestuft. Seine öffentliche Aufführung ist seitdem nur eingeschränkt möglich.